# Ermita de Santa Ana (Santo Domingo-Caudilla)
La ermita de Santa Ana se encuentra en el municipio de Santo Domingo-Caudilla, comunidad autónoma de Castilla-La Mancha, España. Se encuentra en un cerro que puede ser visto desde los pueblos colindantes. Se accede a la ermita por una paseo desde la N-403. Al principio del paseo se puede encontrar el cementerio de la localidad, la piscina y el campo de fútbol.

## Historia
Esta ermita fue construida sobre los restos de un castillo templario y por tanto se trata del edificio más antiguo de la población.

## Estilo
La ermita es de estilo barroco y pertenece a la época del siglo XIII.[cita requerida]

## Restauración
Después de varios años de restauración ha sido de nuevo inaugurada el 17 de mayo de 2009. Ese día se festejó la tradicional pradera.